# دين سامبسون (لاعب رماية)
دين سامبسون (بالإنجليزية: Dane Sampson) هو لاعب رماية أسترالي، ولد في 20 أغسطس 1986 في Blacktown ‏ في أستراليا.

## وصلات خارجية
- دين سامبسون على موقع الاتحاد الدولي (الإنجليزية)
- دين سامبسون على موقع اللجنة الأولمبية الدولية (الإنجليزية)
- دين سامبسون على موقع أوليمبيديا (الإنجليزية)
- دين سامبسون على موقع اللجنة الأولمبية الأسترالية (الإنجليزية)
- دين سامبسون على موقع اتحاد ألعاب الكومنولث (مؤرشف) (الإنجليزية)